# My Little Pony: Equestria Girls – Legend of Everfree
 (juin 2021).
Si vous disposez d'ouvrages ou d'articles de référence ou si vous connaissez des sites web de qualité traitant du thème abordé ici, merci de compléter l'article en donnant les références utiles à sa vérifiabilité et en les liant à la section « Notes et références ».
My Little Pony : Equestria Girls – Legend of Everfree est un film d'animation américano-canadien réalisé par Ishi Rudell, sorti sur Netflix le premier octobre 2016 aux États-Unis.
Il s'agit du quatrième film de la franchise My Little Pony: Equestria Girls et la suite du troisième film, Friendship Games (2015). Il est suivi d'une serie de trois specials de télévision en 2017.

## Synopsis
Les élèves du lycée de Canterlot participent à une excursion au Camp Everfree, un camp nature dirigé par Gloriosa Daisy et son frère Romain Desbois (Timber Spruce en VO). Pendant le trajet en bus, Twilight Sparkle fait un cauchemar où elle se transforme en "Midnight Sparkle", son alter ego maléfique apparu pendant les Jeux de l'Amitié. Son amie Sunset Shimmer la soutient en lui expliquant qu'elle aussi s'était transformée en démon. Peu de temps après leur arrivée au camp, Twilight développe des pouvoirs de télékinésie, qu'elle suspecte être un signe de la présence de Midnight Sparkle.
Le même soir, Romain raconte, autour du feu, une histoire parlant de Gaïa Everfree, un esprit qui gardait la forêt en son pouvoir et qui avait été mise en colère par la construction du camp. L'histoire mentionne également une trainée de poussière brillante laissée par Gaïa Everfree partout où elle allait. Le jour suivant, la collision entre un bateau à voile et un ponton créé pour un défilé de mode et l'apparition d'une poussière étincelante dans le lac suscitent de la peur chez les campeurs croyant ainsi que ces catastrophes soient des signes indiquant le retour de Gaïa Everfree. Plus tard, entre un léger tremblement de terre et l'apparition d'une poussière brillante, les amies de Twilight se découvrent de nouveaux pouvoirs magiques ; Rainbow Dash devient super rapide, Applejack devient super forte, Rarity crée des boucliers en diamant, Pinkie Pie contrôle des explosions de vermicelles et Fluttershy communique avec les animaux. Twilight croyait que c'était elle la cause des nouveaux pouvoirs de ses amies et tenta de s'enfuir, avec Spike, du camp. Sunset la suivit dans les bois, découvrant son propre pouvoir de télépathie, et la convainquit de rester.
Alors que Romain les raccompagne au camp, Sunset remarque une traînée de poussière tomber de sa poche et le suspecte d'être à l'origine des attaques de Gaïa. Elle le surprit également en train de demander à Gloriosa d'abandonner, ce que Sunset juge être le camp car Romain avait toujours rêvé de mener une vie urbaine. Dès lors si le camp était fermé à  cause d'attaques d'esprit, son rêve se réaliserait. Sunset amène Twilight et Spike inspecter une grotte, située hors des limites créées par Romain, où ils découvrent des cristaux de la magie d'Equestria. Les trois sont confrontés à Gloriosa qui se révèle être la véritable cause des incidents de magie. Sunset apprit à travers ses visions que Gloriosa, désespérée de devoir fermer le camp à cause de l'homme d'affaires Phill Defer (Filthy Rich en VO), porta les cristaux comme collier et utilisa leur magie pour faire de leur dernière semaine au camp la meilleure de leur vie. Romain, désapprouvant les actes de sa sœur, avait inventé la légende de Gaïa Everfree pour la couvrir. 
Gloriosa ajoute plus de cristaux à son collier et est corrompue par leur puissance prenant ainsi une apparence semblable à celle de Gaïa Everfree. Elle capture Twilight, Sunset et Spike dans la grotte et ensevelit le camp sous des ronces. Les trois s'échappèrent et rejoignirent leurs amies, qui utilisent leurs pouvoirs pour sauver les autres campeurs. Après s'être changée en Midnight Sparkle, Twilight accepte sa propre magie grâce aux encouragements de ses amies et libère Gloriosa de l'influence de son collier. Celui-ci se sépare en sept bijoux et donne une nouvelle apparence magique aux filles qui restaurèrent le camp. Face à la fermeture du camp,  les filles réalisent que les bijoux étaient la source de leurs nouveaux pouvoirs et les utilisent pour organiser un bal dans la grotte afin de collecter des fonds. Leur plan est un succès et leur permet de sauver le camp. Sunset se demande d'où provenait la magie qui émanait de la grotte. Inconnue de tout le monde, elle s'infiltrait à travers le portail d'Equestria. 
Dans une scène après le générique, le jour suivant, les filles réussirent finalement à restaurer le ponton mais les vermicelles de Pinkie explosèrent et le détruisirent, laissant les filles et Spike sous le choc.

## Distribution

### Voix originales
- Tara Strong : Twilight Sparkle
- Rebecca Shoichet : Twilight Sparkle (chant) / Sunset Shimmer
- Ashleigh Ball : Applejack / Rainbow Dash
- Andrea Libman : Pinkie Pie / Fluttershy
- Shannon Chan-Kent : Pinkie Pie (chant)
- Tabitha St. Germain : Rarity / Vice Principal Luna
- Kazumi Evans : Rarity  (chant)
- Cathy Weseluck : Spike
- Nicole Oliver : Principal Celestia
- Vincent Tong : Flash Sentry
- Enid Raye Adams : Gloriosa Daisy
- Kelly Metzger : Gloriosa Daisy (chant)
- Brian Doe : Timber Spruce
- Kathleen Barr : Trixie

### Voix françaises
- Claire Tefnin : Twilight Sparkle
- Nancy Philippot : Twilight (chant)
- Fabienne Loriaux : Applejack
- Nathalie Stas : Applejack (chant)
- Laetitia Liénart : Sunset Shimmer
- Marie-Ange Teuwen : Sunset Shimmer (chant)
- Alexandra Corréa : Spike
- Élisabeth Guinand : Fluttershy
- Julie Basecqz : Rarity
- Nathalie Delattre : Rarity (chant)
- Nathalie Hugo : Pinkie Pie
- Mélanie Dermont : Rainbow Dash
- Fanny Roy : Princesse Luna
- Delphine Moriau : Princesse Celestia
- Ilyas Mettioui : Flash Sentry
- Aurélie Castin : Gloriosa Daisy
- Maxime Donnay : Romain Desbois
- Audrey d'Hulstère : Trixie